# Muscat Saint Jean de Minervois
Muscat Saint Jean de Minervois is een versterkte, zoete, witte, Franse dessertwijn uit de Languedoc. Deze soort wijn wordt ook wel vin doux naturel genoemd.

## Kwaliteitsaanduiding
Muscat Saint Jean de Minervois heeft sinds 1949 een AOC-AOP-status.

## Toegestane druivensoorten
100% Muscat

## Opbrengst en productie
- Areaal is 195 ha.
- Opbrengst mag niet meer dan 28 hl/ha bedragen.

## Producenten
- 1 coöperatie
- 8 private wijnboeren